# PictBridge
PictBridge er en industristandard fra Camera & Imaging Products Association (Kamera og Billedbearbejdelse Produktsorganisation) (CIPA) til direkte printning. Det muliggør at man kan udskrive billeder direkte fra digitalkameraer til en printer uden at skulle forbinde kameraet til en computer. 
PictBridge definerer et applicationslagsinterface der er overførselsuafhængig, hvilket giver store udvidelsesmuligheder for implementering af fremtidige fysiske interfaces. Den nye specifikation er oprindeligt udviklet til USB som en fysisk transport og billedoverførselsprotokol til dataoverførsel. Ved at tilslutte et PictBridge-klart digitalkamera til en PictBridge-klar printer med et enkelt kabel kan brugere nemt kontrollere printerindstillinger ved at bruge deres kamera og lave højkvalitetsbilleder uden at bruge en PC.
PictBridge understøtter følgende funktioner: Udskriv et billede vist på et digitalt (stillbillede) kamera, udskrive to eller flere billeder valgt fra displayet på det digitale kamera, automatisk udskrive billeder ved at bruge digital udskrivnings rækkefølgeformat specificationen (Engelsk: Digital Print Order Format specification), udskrive et index af alle billeder samt at udskrive alle billeder.
Af avancerede printfunktioner findes blandt andet: udskriv en del af et billede ved at specificere udskriftsområdet, udskriv flere kopier af et enkelt billede, udskriv billeder med datostempel, specificer den præcise størrelse af en udskrift.
Printerstatusinformationer vist på digitalkameraet inkluderer: oprettelse af en forbindelse, udskriftsfejl, udskriftsforløb, slut på udskriftsjob, kabel kan kobles fra uden risiko.